# Георги Гинков
Георги Пеев Гинков е български военен, подофицер, убит в последната битка от Първата фаза на Отечествената война.
Роден е в село Нова Черна, Силистренско през 1919 г. Роден е в семейство с дванадесет деца, от които само две остават живи, останалите почиват като малки. Георги Гинков би трябвало да постъпи в румънската армия, но не го вземали на служба, тъй като щели да се изселват от Добруджа. Преди да замине в казармата, от която се уволнил през есента на 1943 година, се задомява. След уволнението си прекарва зимата у дома. През месец май на следващата 1944 година го мобилизирали отново. Баща му го откарва с каруца до Русе.
Георги Гинков пада убит в последната битка от Първата фаза на войната, на кота 1020 (връх „Мути вода“, Прищинско, Югославия), край местността Тухларе на 22 октомври 1944 г. Неговият син в рамките на посещение от страна на бивши фронтоваци по бойния път на армията намира две общи погребения в този район, отбелязани само с просто дървено кръстче. Според неофициални сведения седемдесет и пет процента от войниците, които участвали в боя, са били убити или ранени.

## Памет
На площада пред Народно читалище „Васил Йорданов – 1942“ в Нова Черна е поставена паметна плоча с надпис „В памет на загиналите новочерненци по бойните полета за свободата на България“. Списъĸ на загиналите: Гeopги Πeeв Гинĸoв; Йордан Велиĸов Карапетров; Йордан Πетĸов Горбанов; Костадин Василев Кючуĸов; Станĸo Станĸов Топалов; Христо Кулев Енчев.